# Ricania corusca
Ricania corusca är en insektsart som beskrevs av Van Duzee 1940. Ricania corusca ingår i släktet Ricania och familjen Ricaniidae. Inga underarter finns listade i Catalogue of Life.